# Journal of Anatomy
Journal of Anatomy là một tạp chí khoa học có bình duyệt, do Blackwell Publishing xuất bản, theo ủy quyền của Hiệp hội Giải phẫu Anh và Ireland.
Tạp chí ra đời năm 1867, lúc đầu có tên là "Tạp chí Giải phẫu học và Sinh lý học" (Journal of Anatomy and Physiology) và từ đó đến năm 1916.
Theo đánh giá của Journal Citation Reports, tạp chí có chỉ số tác động năm 2014 là 2.097. xếp thứ sáu trong số 20 tạp chí trong danh mục "Anatomy & Morphology" (Giải phẫu học và hình thái học) .